# Victor Vic-Daumas
Pour les articles homonymes, voir Daumas.
 (août 2019).
Si vous disposez d'ouvrages ou d'articles de référence ou si vous connaissez des sites web de qualité traitant du thème abordé ici, merci de compléter l'article en donnant les références utiles à sa vérifiabilité et en les liant à la section « Notes et références ».
Victor Vic-Daumas, pseudonyme de Victor Joseph Daumas, né à Marseille le 24 juillet 1909 et mort à Ivry-sur-Seine le 25 novembre 2002, est un peintre et médailleur français.

## Biographie
Victor Daumas est né à Marseille en 1909. Il s’installe à Paris en 1954, puis à Vitry-sur-Seine.
Peintre et médailleur, il suit une formation artistique à l’École des beaux-arts de Paris. Il devient professeur de dessin à Marseille en 1935. Il fonde avec d’autres artistes la Société d'art occitan.
Il œuvre pour l'administration de la Monnaie de Paris. Il s’est également illustré dans la création de bijoux. Son œuvre est ponctué de différents sujets : les santons, les maisons d'hommes célèbres, la forêt, avant de s'orienter vers un style non figuratif.
De nombreuses expositions en France et à l'étranger ont été organisées autour de son œuvre.

### L'Amicale des amateurs d’arts et le Salon du dix au quinze
Vic-Daumas propose au conseil d’administration de la copropriété du 172, rue Gabriel-Péri à Vitry-sur-Seine d’organiser des réunions d’initiation artistique. Accueilli avec enthousiasme par ce conseil, une vingtaine de personnes répondirent à son appel le 17 février 1966. Ils se réunirent une fois par mois, leurs réunions étant précédées d’une visite commentée de musée ou de grande exposition.
Par la suite ce groupe, qui avait grossi, émigra à Paris. Là, continua la chronologie de l’art[C'est-à-dire ?] avec des apports parisiens[C'est-à-dire ?]. En 1971, un concours annuel fut créé avec comme prix des expositions gratuites dans des galeries de Paris. Un salon devenant nécessaire pour satisfaire les nombreux artistes de l’AAA, un créneau fut obtenu à la mairie du 4e arrondissement de Paris et le Salon du dix au quinze vit le jour en 1974. Parallèlement, un concours de poésie fut créé.
D’autre part, des concours annuels sur nature ont été créés dans diverses régions.
L’AAA édite le bulletin du Cahiers des Arts depuis juin 1978.
Vic-Daumas quitte pour des raisons personnelles la présidence de l’AAA en octobre 1993, puis en janvier 1994 met fin à sa participation au bulletin du Cahier des Arts.

## Collections publiques
- Limoges, musée des Beaux-Arts : La Maison natale de Renoir, 1967, huile sur toile[2].
- Paris, musée du 11 Conti : médailles.